# Bobersen
Bobersen ist ein rechtsseitig der Elbe gelegener Ortsteil der sächsischen Gemeinde Zeithain im Landkreis Meißen.

## Geografie und Verkehr
Der Ort liegt direkt an der Elbe zwischen den Orten Promnitz und Gohlis am Elberadweg. Zusammen mit Lessa erstreckt sich Bobersen auf einem von Südwest nach Nordost gerichteten sandigen Rücken, der die Elbniederterrasse um etwa 5 Meter überragt. Um 1900 wurde der Ort als erweiterter Rundweiler mit Häuslerzeilen und Block- und Gutsblockflur beschrieben. Südlich von Bobersen verläuft die Bundesstraße 169, die über eine Nebenstraße erreicht werden kann. Über diese Straße ist Bobersen mit Riesa verbunden. Der Stadtteil Gröba liegt gegenüber von Bobersen auf der anderen Elbseite. Die Döllnitz mündet gegenüber von Bobersen in die Elbe. Südlich des Ortes verlaufen die Bahnstrecken Riesa–Elsterwerda, Riesa–Falkenberg und Leipzig–Dresden.

## Geschichte
Die Gegend um Bobersen war schon früh besiedelt wie ur- und frühgeschichtliche Funde beweisen. Der Ort wurde 1288 erstmals erwähnt als das Kloster Sankt Afra in Meißen dem Kloster Riesa zehneinhalb Schock Korn und Hafer Decemgetreide in Pobrese verkaufte.
1308 wird ein Alodium erwähnt als das Kloster Riesa dem Stift Meißen 14 Schock Korn und 21 Schock Hafer Dezemgetreide von dem Allod eines Raspo in Bobersen verkaufte. 1551 wird ein Vorwerk erwähnt und 1696 ein Rittergut.
1696 erbaute der damalige Besitzer des Ortes, Georg Ernst von Borau das Schloss. In den nächsten 200 Jahren wechselte das Schloss häufig die Besitzer. Der letzte Besitzer vor dem Zweiten Weltkrieg war Emil Harz. Der Besitz fiel nicht unter die Bodenreform. Der ehemalige Wirtschaftshof wurde ab 1950 vom Volksgut Riesa-Göhlis genutzt. Das Schloss wurde nach 1945 als Kindergarten, Wohnung und Gemeindeamt genutzt. Nach der Wende wurde es verkauft und befindet sich 2014 in Privatbesitz.
1625 gab es in Bobersen eine Schiffsmühle, welche 1809 abbrannte und nicht wieder aufgebaut wurde. Im Jahre 1788 legte in Bobersen eine Feuersbrunst die Grundstücke Nr. 1b bis 21 in Asche, was ein Großteil des damaligen Ortes war. 1712 wird erstmals ein Lehrer erwähnt. Wandelschullehrer, die in angemieteten Räumen unterrichteten und noch für andere Dörfer zuständig waren sicherten damals den Unterricht ab. Nach Einführung eines Schulgesetzes wurde ein fester Lehrer eingestellt und Bobersen und Lessa zu einem gemeinsamen Schulbezirk vereinigt. 1827 baute Bobersen mit Lessa zusammen ein Schulgebäude, welches am 7. Oktober gleichen Jahres eingeweiht wurde. Der Ort ist nachweislich seit 1539 nach Gröba gepfarrt und gehört seit 1974 zur Kirchgemeinde Riesa West. Um 1840 wurden die Einwohner zu kirchlichen Verrichtungen von 4 an der Elbe wohnenden Fährmännern mit Kähnen übergesetzt gegen ein jährliches Entgelt. Um Beerdigungen bei Hochwasser zu ermöglichen, wurde 1775 ein Friedhof am Dorfrand eingeweiht. Auf diesem Friedhof beerdigten ab 1863 nach einem Gerichtsurteil auch die Lessaer ihre Verstorbenen.

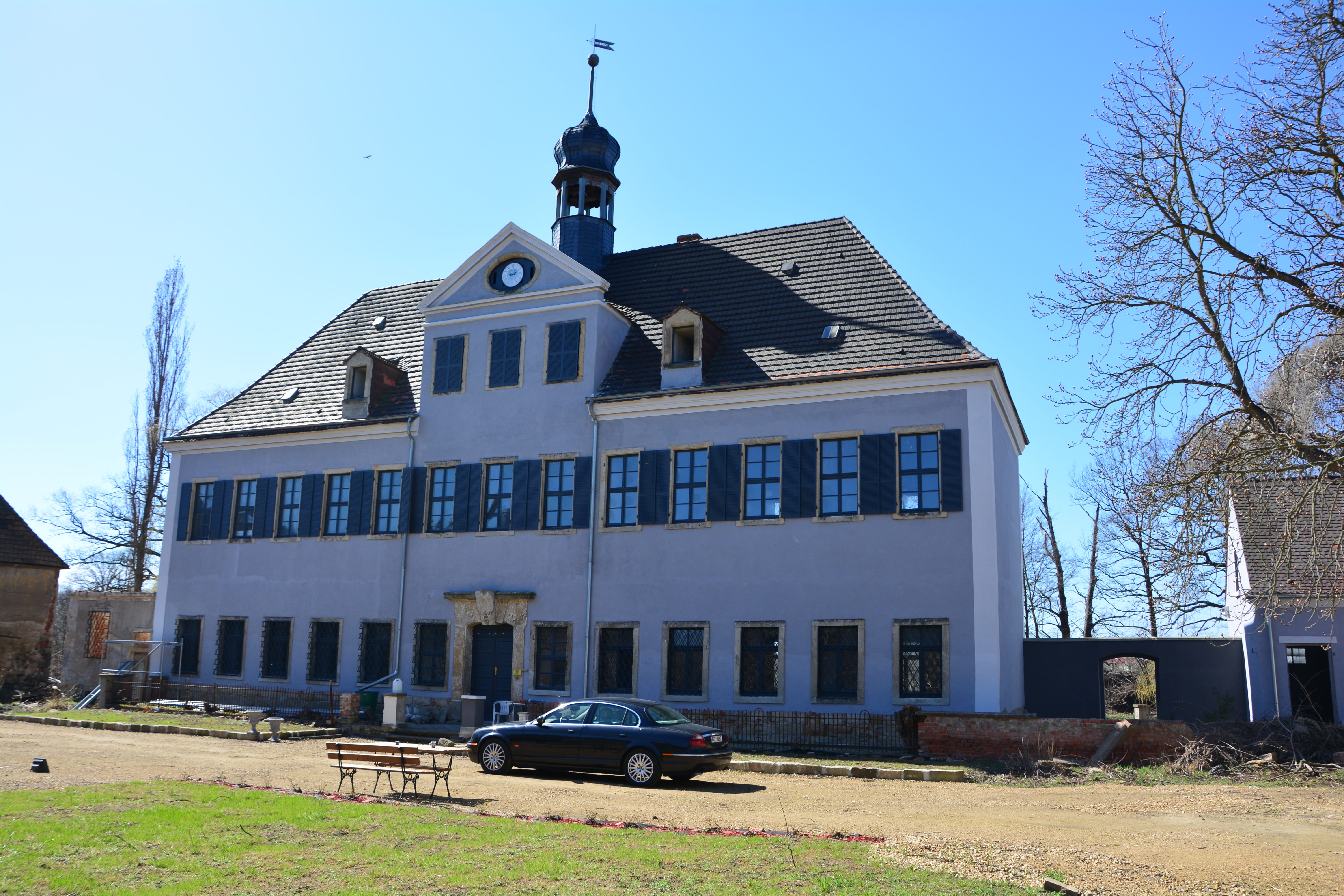
Zustand 2018

Am 16. November 1795 wird in einem Schriftstück erwähnt, dass dem Rittergutsbesitzer zu Gröba (Eduard von Kammerstädt) das Halten einer eigenen Elbfähre beim Rittergute zustehe. Am 25. November 1860 wird in einem Dokument des Finanzministeriums die Gutsherrschaft des Rittergutes Gröba als Besitzer der Fähre bezeichnet. Im Amtsblatt für die königlichen Gerichts- und Stadträte zu Riesa und Strehla Nr. 49 erschien am Freitag, dem 7. Dezember 1860 folgende Bekanntmachung:

„Vom Königl.Finanz-Ministerium ist dem Herrn Besitzer der Fähre zu Gröba und dem Pächter der Fähre bei Moritz gestattet worden, mittelst einer unter Wasser gelegten Kette ihre Fähren überzuführen. Die Stromstellen, an der diese Ketten sich befinden, sind durch zwei in zweielliger Entfernung auf jedem Ufer aufgestellten, mit Fahnen versehen Stangen betzeichnet. Innerhalb dieser schmalen Stromstrecken wird hierdurch den Schiffern das Sacken, das Einsetzen von Schricken und Rudern jeder Art bei Vermeidung einer Geldstrafe von 5 Thl. untersagt.“

1883 betreibt der Fähren- und Kahninhaber Jahn diese Fähre, die Fährgerechtigkeit erhielt er aber nicht, sondern erst seine verwitwete Frau Clara am 30. Oktober 1912. Am 9. Oktober 1913 wurde diese an Karl Ferdinand Stange, für die Dauer eines Pachtvertrages, mit der Witwe Jahn übertragen. Durch den Bau der Elbbrücke entfielen vermutlich viele Überfahrten. Die Fähre bestand noch bis etwa 1958.
Von jeher war Bobersen durch die Elbnähe Überschwemmungen und schwerem Eisgang ausgesetzt. Die Einmündung der Döllnitz in die Elbe verstärkte dies noch. Auch das Jahr 1771 war ein trauriges Jahr, denn von Ostern bis zur Ernte traten wiederholte Überschwemmungen ein, so dass alles Heu verdarb, und darauf folgten noch obendrein Misswuchs und Teuerung. 1784 war eine besonders schreckliche Flut, ebenso 1804, als Überschwemmungen einen großen Teil der Ernte vernichteten. 1820 wurden die 4 Fährhäuser bei einer Eisfahrt komplett zerstört.
Ab 1856 gehörte Bobersen zum Gerichtsamt Riesa und ab 1874 zur Amtshauptmannschaft Großenhain. Durch die Sächsische Landgemeindeordnung von 1838 erhielt Bobersen Eigenständigkeit als Landgemeinde. 1840 leben die Einwohner Bobersens von Tagelöhnerarbeit, Schifffahrt und Ackerbau. Daneben leben einige Einwohner vom Handwerk, z. B. als Leineweber, Fleischhauer, Schumacher, Schiffbauer, Zimmerleute, Maurer und Schneider. Einige Bauern betrieben Weinbau und Holzwirtschaft. Der Ort bestand aus 6 größeren und kleineren Bauerngütern inklusive eines Brau- und Schenkgutes. Weiterhin gab es 56 Häuser inklusive der Schule und des Spritzenhauses und das Rittergut mit Schloss.
Im Jahr 1925 waren 871 Einwohner von Bobersen evangelisch-lutherisch, 4 Einwohner waren katholisch und 29 Einwohner gehörten anderen Konfessionen an. 1936 wurde Lessa nach Bobersen eingemeindet.

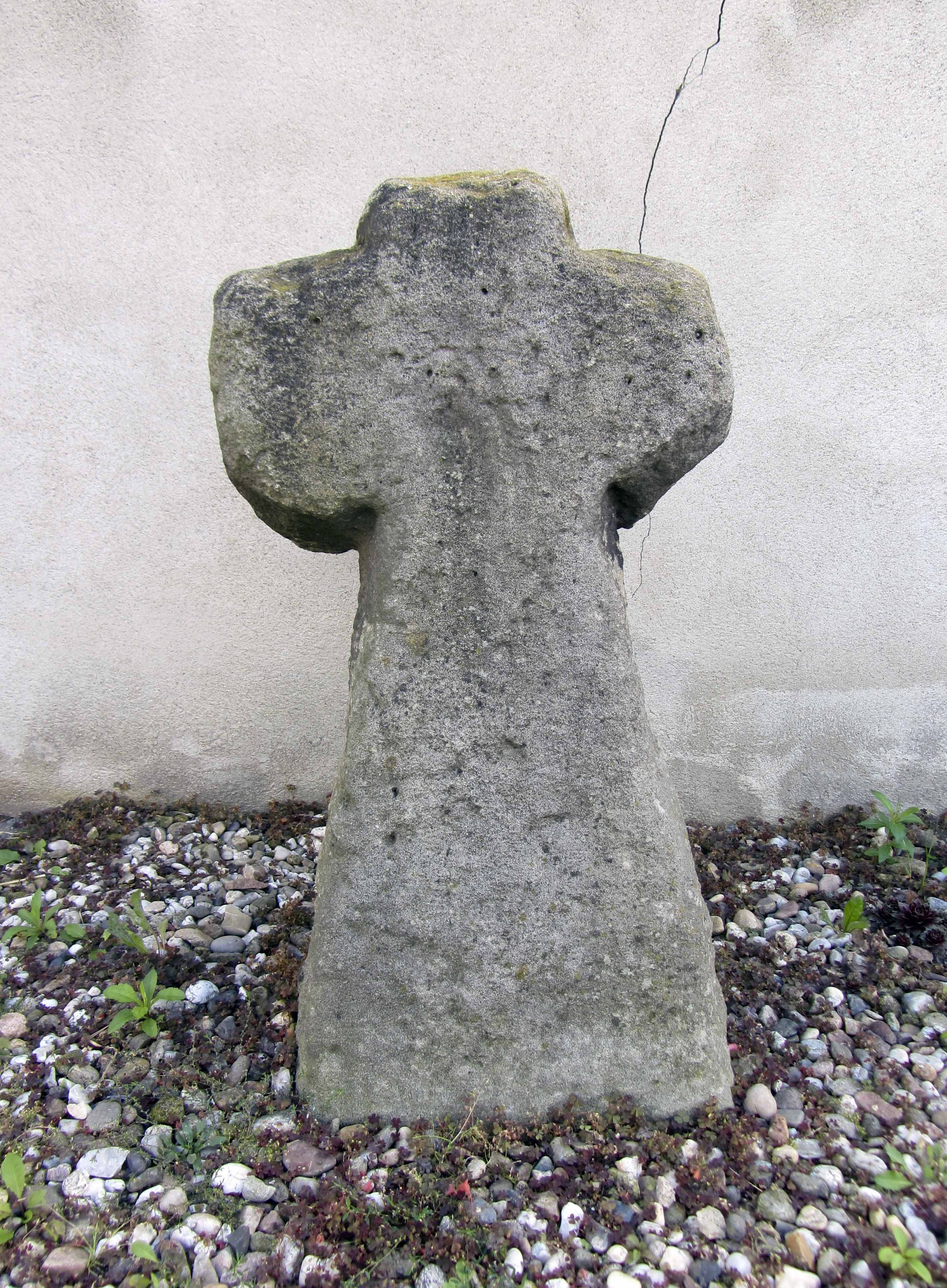
Bobersen Steinkreuz

Eine Sehenswürdigkeit ist das Sühnekreuz östlich der Lessaer Straße. Der Sage nach musste ein Schuster als Strafe für einen Totschlag das Sandsteinkreuz errichten, danach wurde er des Ortes verwiesen. Einer weiteren Sage nach soll das Kreuz anzeigen, das der Ort einst ein Marktflecken war.
Sachsen kam nach dem Zweiten Weltkrieg in die Sowjetische Besatzungszone und später zur DDR. Nach der Gebietsreform 1952 wurde Bobersen dem Kreis Riesa im Bezirk Dresden zugeordnet. Das bäuerliche Leben im Ort wurde nach dem Prinzip der Landwirtschaft in der DDR ausgerichtet. Eine LPG wurde gegründet. 1971 schloss sich die LPG Grüne Aue Bobersen der LPG Einheit Röderau an. Die Schule wurde Teil des Schulkombinates Bobersen, Gohlis und Kreinitz. Vor der Schule erinnert ein Gedenkstein an Fritz Schmenkel (1916–1944), einem Jungkommunisten, der in einem sowjetischen Partisanenregiment gegen die deutsche Wehrmacht kämpfte. Seinen Namen trug das Schulkombinat seit 1975. Nach der Deutschen Wiedervereinigung kam Bobersen zum wiedergegründeten Freistaat Sachsen. Die folgenden Gebietsreformen in Sachsen ordneten Bobersen 1994 dem Landkreis Riesa-Großenhain und 2008 dem Landkreis Meißen zu. Durch den Zusammenschluss von Röderau und Bobersen entstand 1994 die Gemeinde Röderau-Bobersen. Am 1. Juli 2002 wurde Röderau-Bobersen nach Zeithain eingemeindet. Beim Jahrhunderthochwasser 2002 war Bobersen schwer betroffen und musste evakuiert werden, da der Ort teilweise überschwemmt und vom Wasser umschlossen war. Auch im Jahr 2013 war Bobersen erneut schwer vom Hochwasser betroffen.

### Entwicklung des Ortsnamens
Der Ortsname ist slavischen Ursprungs und bedeutet auf Obersorbisch sinngemäß Uferort. Er war im Lauf der Zeit vielen Wandlungen unterzogen und erst 1791 hatte sich die heutige Ortsbezeichnung durchgesetzt.
| Jahr | Ortsname          | Jahr | Ortsname               |
| ---- | ----------------- | ---- | ---------------------- |
| 1288 | Pobrese           | 1507 | Powerssen              |
| 1378 | Poberese, Pobrese | 1519 | Bobirsehe              |
| 1406 | Bobereuse         | 1521 | Boberitz               |
| 1447 | Paperisse         | 1547 | Papperse, Poperse      |
| 1456 | Poberiß           | 1551 | Bobersenn              |
| 1471 | Pobroße           | 1552 | Boberschain            |
| 1501 | Poberist          | 1697 | Pobershahn, Pobershayn |
| 1504 | Babersehe         | 1791 | Boberßen               |

### Bevölkerungsentwicklung
Die Bevölkerungszahl stieg seit dem Mittelalter ständig an und hatte 1950 das Maximum erreicht. Seitdem sinkt die Einwohnerzahl wieder.
| Jahr | Einwohner                                | Jahr | Einwohner          |
| ---- | ---------------------------------------- | ---- | ------------------ |
| 1551 | 7 besessene Mann, 5 Häusler, 22 Inwohner | 1933 | 926                |
| 1764 | 8 besessene Mann, 15 Häusler             | 1939 | 999                |
| 1834 | 372                                      | 1946 | 1078               |
| 1871 | 558                                      | 1950 | 1106               |
| 1890 | 891                                      | 1964 | 973                |
| 1910 | 975                                      | 1971 | 904                |
| 1925 | 904                                      | 1990 | 709                |
|      |                                          | 1994 | → Röderau-Bobersen |